# Cratyna johnstoni
Cratyna johnstoni är en tvåvingeart som först beskrevs av Shaw 1935.  Cratyna johnstoni ingår i släktet Cratyna och familjen sorgmyggor. Inga underarter finns listade i Catalogue of Life.